# Wariograf

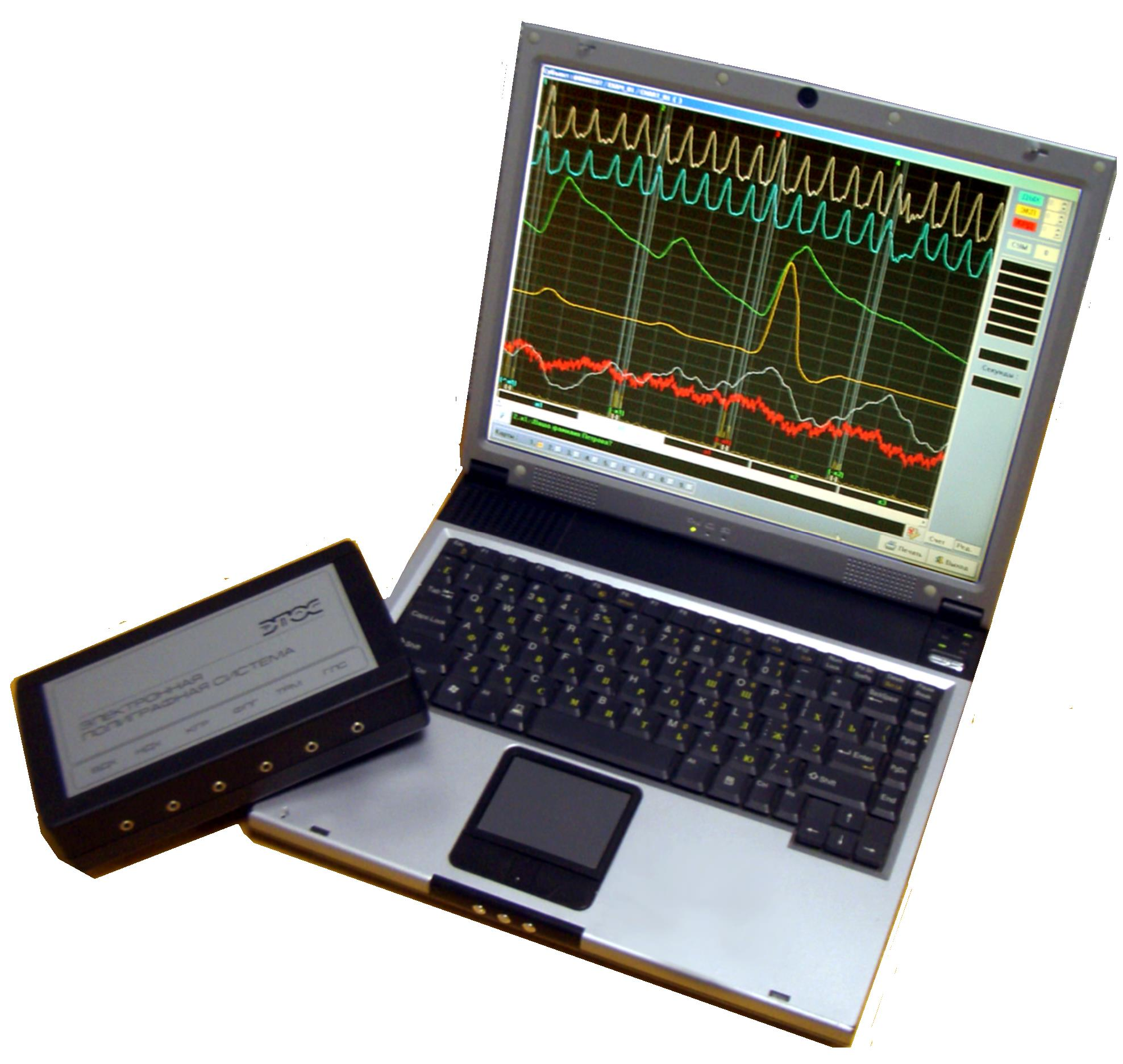
Poligraf EPOS-7
Wyniki testu na ekranie laptopa
Urządzenia podobne do poligrafu EPOS-7 są obecnie stosunkowo mało kosztowne i łatwo dostępne, a korzystanie z programu (32-bitowa aplikacja dla Windows 95, 98, 2000, XP) nie wymaga specjalnego przygotowania informatycznego. Nie powinno to budzić wrażenia, że „wykrywanie kłamstw” nie wymaga udziału operatorów z fachowym przygotowaniem. Niezbędna jest wiedza w zakresie doboru właściwych testów i interpretacji zapisów zmienności fizjologicznych parametrów osoby badanej. Operator musi być świadomy wysokiego prawdopodobieństwa popełnienia błędów oraz ich możliwych przyczyn i skutków.

Wariograf, poligraf (zwany potocznie „wykrywaczem kłamstw” lub „detektorem kłamstw”) – urządzenie służące do analizowania fizjologicznych reakcji organizmu człowieka na bodźce z zewnątrz (zob. bodziec w psychologii i behawioryzmie, bodźce w fizjologii i psychofizjologii zmysłów), które są wykładnią emocji. Początkowo wariograf znalazł największe zastosowanie w pracy organów ścigania (jako narzędzie kryminalistyczne); współcześnie jest często stosowany przez podmioty prywatne, np. w przedsiębiorstwach chcących sprawdzić lojalność swoich pracowników lub w procesie rekrutacji.

## Historia poligrafu

### Pierwsze próby wykrywania kłamstwa
Poszukiwania sposobu wykorzystania obserwacji fizjologicznych reakcji na stres do sprawdzania, czy podejrzany o występek kłamie, rozpoczęto znacznie wcześniej niż próby skonstruowania pierwszego wariografu (już ponad 1000 lat p.n.e.). W Chinach osoby przesłuchiwane przed sądem musiały trzymać w ustach garść suchego ryżu. Uznawano, że przesłuchiwany kłamał, jeżeli ziarna wyplute po przesłuchaniu były nadal suche. Niektóre plemiona afrykańskie dokonywały analogicznego werdyktu po obwąchaniu podejrzanego o przestępstwo przez czarownika. W średniowieczu kobietom podejrzanym o niewierność odczytywano nazwiska znajomych, trzymając palec na jej nadgarstku – przyspieszenie pulsu przy którymś z nazwisk miało wskazywać kochanka. Za wskazówki kłamstwa uznawane bywają – nawet współcześnie – również inne fizjologiczne objawy odczuwanych emocji, np. bladość lub zaczerwienienie twarzy albo pocenie się (np. wilgotne dłonie).

### Wiek XIX
Pierwsze próby zobiektywizowania podobnych obserwacji – nadania im charakteru pomiarów – rozpoczęto już w XIX wieku. W historii poligrafii jest wymieniany, jako jeden z jej twórców, Angelo Mosso, włoski fizjolog badający emocje i lęki pacjentów np. w czasie wywiadów, który w roku 1878 po raz pierwszy użył pletyzmografu do obserwacji zmian aktywności układu sercowo-naczyniowego i oddechowego pacjentów. W badaniach prawdomówności oskarżonych o przestępstwo urządzenie po raz pierwszy zastosował z powodzeniem Cesare Lombroso (włoski psychiatra, antropolog i kryminolog, propagator antropometrii).

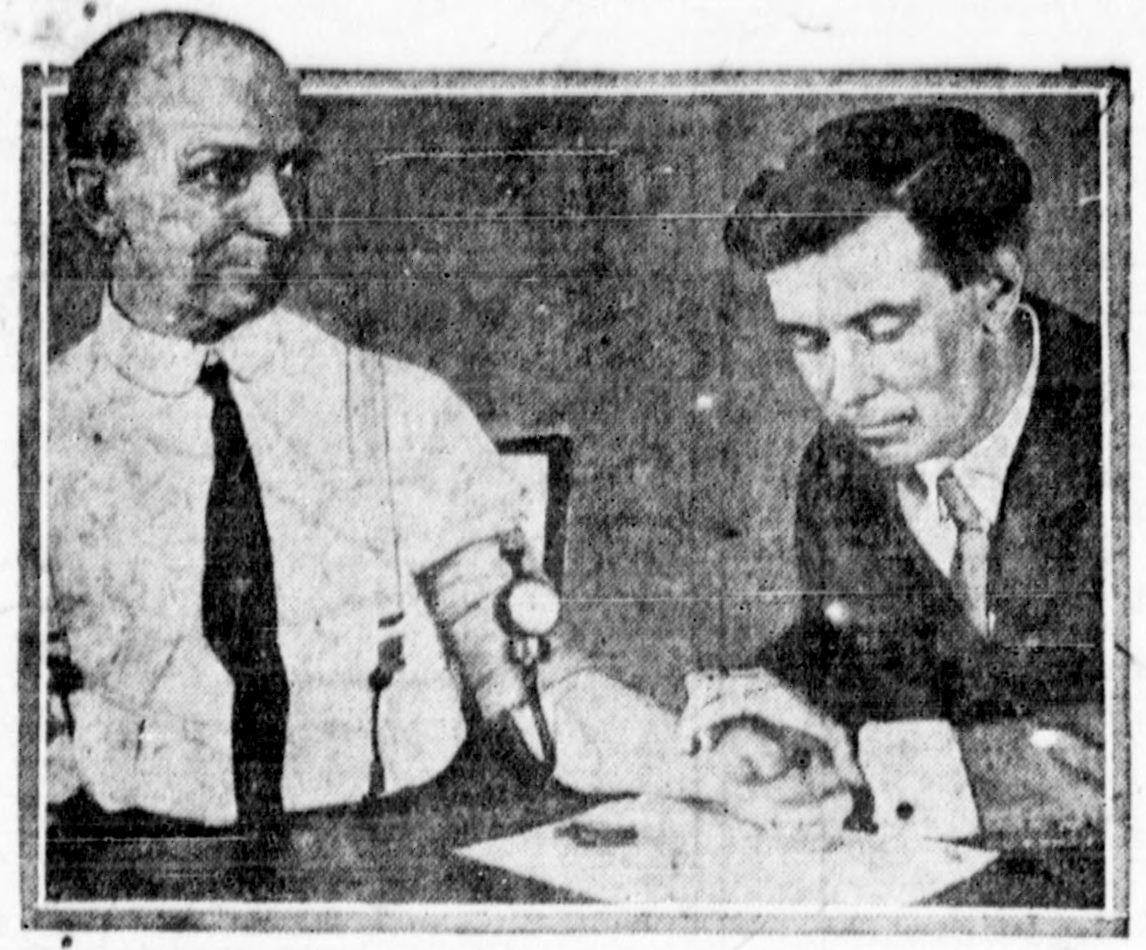
William M. Marston testuje swój „detektor kłamstwa” (fot. prasowa z roku 1922; badany – Earl E. Dudding, założyciel i prezes Prisoners' Relief Society)

W roku 1896 włoski lekarz Scipione Riva-Rocci (1863–1937) opracował konstrukcję sfigmomanometru – urządzenia do pomiaru ciśnienia i tętna (według innych źródeł pierwsze takie urządzenia zbudowano w latach 1860–1865).

### Wiek XX
Sfigmomanometria interesowała również amerykańskiego fizjologa, laureata Nagrody Nobla w dziedzinie fizjologii lub medycyny Josepha Erlangera (1874–1965), który opracował urządzenie rejestrujące wyniki badania.
W latach 1914–1915 instrumentalnymi możliwościami „wykrywania kłamstwa” zajmowali się m.in. włoski psycholog Vittorio Benussi (spirometria, określanie stosunku czasów wdechu i wydechu) oraz amerykański psycholog i wynalazca William Marston (testy połączone z rejestracją ciśnienia skurczowego krwi, a następnie również ze spirometrią), nazywany ojcem poligrafii". Był on zaangażowany m.in. w sprawę karną „James Frye vs U.S.” (1922), która przyczyniła się do zalegalizowania tej metody badań (w przyszłości również innych naukowych metod badawczych) w kryminalistyce.

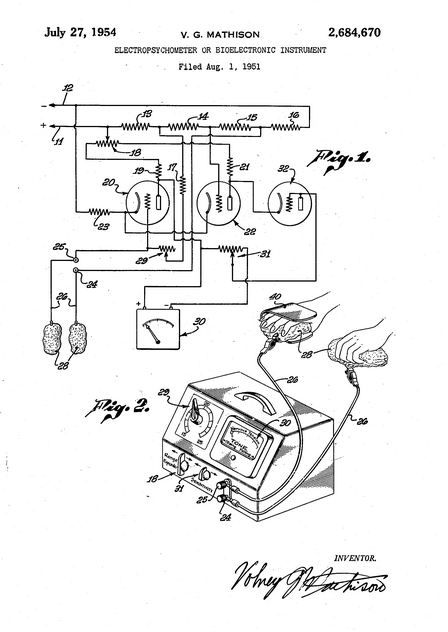
Kontrola reakcji skórno-galwanicznej

W części źródeł historia wariografu rozpoczyna się od omówienia sylwetki Johna A. Larsona, studenta Uniwersytetu Kalifornijskiego w Berkeley, zainteresowanego pracami W. Marstona. Rozpoczął próby zastosowania zmodyfikowanego sfigmomanometru Erlangera w rzeczywistych sprawach kryminalnych z inicjatywy szefa policji w Berkeley, Augusta Vollmera, który zachęcał do współpracy studentów UC Berkeley. W roku 1921 zastosował wykrywacz kłamstwa („Cardio-Pneumo Psychograph”, wkrótce nazwany przez prasę „Sphyggy”) w czasie rozwiązywania głośnej sprawy kryminalnej Williama Hightowera, oskarżonego o morderstwo miejscowego księdza.
Jednym z twórców współczesnej poligrafii jest też Leonarde (Nard) Keeler, który pracował dla Departamentu Policji w Berkeley, kierowanego przez Augusta Vollmera, już jako uczeń szkoły średniej. Uległ fascynacji możliwościami wykrywania kłamstw uczestnicząc we wczesnych eksperymentach Larsona. W kolejnych latach tworzył z przyjaciółmi (Ralph Brandt i Elwood „Doc” Woolsey) kolejne, udoskonalone wersje urządzenia. Wykorzystywał m.in. rozwiązania konstrukcyjne opracowane w Szkocji i stosowane m.in. w kardiologii przez Jamesa MacKenzie, twórcę elektrokardiografii. Nowej wersji (1924) „Narde” Keeler nadał nazwę Emotograph (rejestrator emocji). Do wytwarzania kolejnych typów August Vollmer zaangażował Western Electro Mechanical Co., gdzie – korzystając ze schematów i instrukcji Keelera – dokonano zmian konstrukcyjnych i rozpoczęto produkcję na skalę masową. W pierwszych trzech miesiącach sprzedano ponad 60 niewielkich, przenośnych poligrafów („Lie Detectors”) do wydziałów policji w Kalifornii i na terenie całego kraju. W kolejnych latach dokonywano dalszych zmian konstrukcji. W połowie lat 50. XX w. do pomiarów parametrów procesów oddychania i krążenia krwi (zasada sfigmomanometru) dołączono „trzeci kanał” („psychogalwanometr”) – pomiary oporności skóry (np. Keeler Model #6308, prod. Associated Research' of Chicago) oraz inne źródła danych o procesach fizjologicznych badanego, np. fotooptyczny pletyzmograf i określanie stopnia natlenienia krwi (np. Keeler Model #6338).

### Wiek XXI

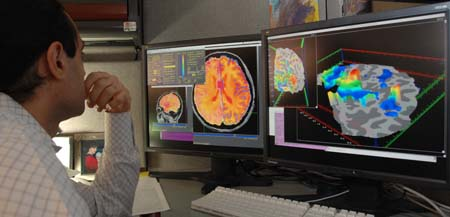
fMRI mózgu

Szybki rozwój nauk biomedycznych w następnych dziesięcioleciach umożliwił zastosowanie wielu innych technik „wykrywania emocji”, np. wykorzystania neuroobrazowania pracy mózgu metodą fMRI  (w tym zjawiska BOLD, ang. blood-oxygenation-level-dependent). Uważa się (opinia z roku 2012), że ta nowoczesna technika badań „nie jest jeszcze dojrzała do komercjalizacji”.
Możliwości rejestrowania emocji i wykorzystania zapisów do „wykrywania kłamstwa” budzą nadal duże zainteresowanie specjalistów. W roku 2003 wieloosobowy zespół, reprezentujący m.in. National Academy of Sciences, National Academy of Engineering i Institute of Medicine opublikował pracę The Polygraph and Lie Detections, prezentującą wyniki badań opublikowanych w ponad 330 publikacjach. W skład komitetu redakcyjnego wchodzili specjaliści reprezentujący różne dziedziny nauki (m.in. neurologia, psychiatria, psychologia, kognitywistyka, statystyka) i techniki. Nie uzyskano ostatecznych rozstrzygnięć, potwierdzając wieloaspektowość problemu.
W roku 2007 Chicago Tribune przyznała tytuł „favorite book” książce Kena Aldera pt. The Lie Detectors: The History of an American Obsession.
Do Polski pierwszy poligraf został sprowadzony w latach 60. XX wieku przez Pawła Horoszowskiego – profesora kryminalistyki na Uniwersytecie Warszawskim) – który nadał mu nazwę „wariograf” („zapisywacz zmian”). W kolejnych latach urządzenie zostało zainstalowane w Katedrze Kryminalistyki UMK. Jest wykorzystywane w celach dydaktycznych (katedra dysponuje też aparatem „Statesmana” przedsiębiorstwa Lafayette z lat 90.).

## Klasyfikacja, ekspresja i psychofizjologia emocji

### Klasyfikacja emocji
Odczuwanie emocji (m.in. związanych z próbami ukrycia prawdy lub przekazania fałszywych informacji) jest skutkiem złożonych procesów psychicznych – poruszenia umysłu, które jest następstwem percepcji bodźców i ich wartościowania (z zaangażowaniem pamięci, wyobraźni, inteligencji). Klasyfikacja emocji wciąż jest przedmiotem analiz i publikacji. Poza specjalistycznymi debatami naukowymi podejmowane są również międzykulturowe dyskusje reprezentantów różnych dziedzin nauki i kościołów, takie jak prowadzone od roku 1983 na kolejnych konferencjach „Mind and Life” (ich inicjatorami byli: R. Adam Engle (prawnik, biznesmen) i Francisco Varela (biolog, neuronaukowiec, filozof), współzałożyciele Mind and Life Institute). Aktywnym uczestnikiem kolejnych dyskusji jest XIV Dalajlama, zainteresowany osiągnięciami współczesnej nauki przedstawiciel szkoły gelug (system szlachetności) buddyzmu tybetańskiego, według której Dalajlama odradza się, aby uczyć inne czujące istoty uwalniania się od cierpienia, osiągania stanu Przejrzystego Światła (najprościej objaśnianego jako wrodzone każdemu szczęście, nieuwarunkowana błogość). Z punktu widzenia wariografii możliwość zdobycia umiejętności świadomego wprowadzania się w taki stan umysłu jest niekorzystna – utrudnia interpretację zapisów fizjologicznych reakcji organizmu na zadawane pytania.
W dyskusjach z Dalajlamą uczestniczą buddyści z innych filozoficzno-etycznych szkół buddyzmu (zob. m.in. Natura Buddy, splamienia) oraz naukowcy: Paul Ekman (specjalista w dziedzinie wykrywania kłamstwa), Daniel Goleman (pisarz, psycholog), Richard Davidson (psycholog i psychiatra) i inni. Poszukiwania wzajemnego zrozumienia są trudne ze względu na stosowanie innego języka do opisywania tych samych wewnętrznych przeżyć człowieka, zawsze trudnych do jednoznacznego zdefiniowania (zob. też np. miejsce lingwistyki w kognitywistyce, psycholingwistyka, profilowanie w językoznawstwie).
Według specjalistów kręgu cywilizacji zachodniej emocje różnią się znakiem, siłą, trwałością. Emocje nazywane stenicznymi lub mobilizującymi prowadzą do pojawiania się motywacji do podejmowanych określonych działań, takich jak ucieczka przed zagrożeniem wywołana przez strach lub agresja wywołana przez gniew. Istnieją też emocje demobilizujące (asteniczne, zob. osobowość asteniczna).

### Fizjologia emocji i ich wyrażanie
Fizjologia procesów emocjonalnych jest częścią fizjologii układu nerwowego (psychofizjologia, neurofizjologia, neurobiologia). Jej badania wymagają stosowania zarówno metod z dziedziny fizjologii (np. badania biofizyczne lub biochemiczne w endokrynologii lub kardiologii, zob. też diagnostyka laboratoryjna) jak z dziedziny psychometrii (oceny rodzaju i siły emocji). Istnieją liczne możliwości rejestrowania zmian przebiegu procesów fizjologicznych, takich jak krążenie krwi, oddychanie, działanie ślinianek lub gruczołów potowych i inne, wykorzystywane w czasie „badań prawdomówności”.
Z odczuwaniem emocji wiąże się ich ekspresja, np. afekty mimiczne lub ruchowo-mimiczne (również wykorzystywane w czasie „wykrywania kłamstwa”). Człowiek wyraża w ten sposób swoje emocje świadomie (np. uśmiech, skierowany do osoby mijanej w wąskim przejściu) lub nieświadomie, odruchowo (np. zmarszczenie brwi przez kierowcę, gdy nagle pojawia się groźna sytuacja drogowa). Analogiczny niewerbalny przekaz informacji jest wykorzystywany w ekosystemach (zob. np. struktura stada, zależności międzygatunkowe).

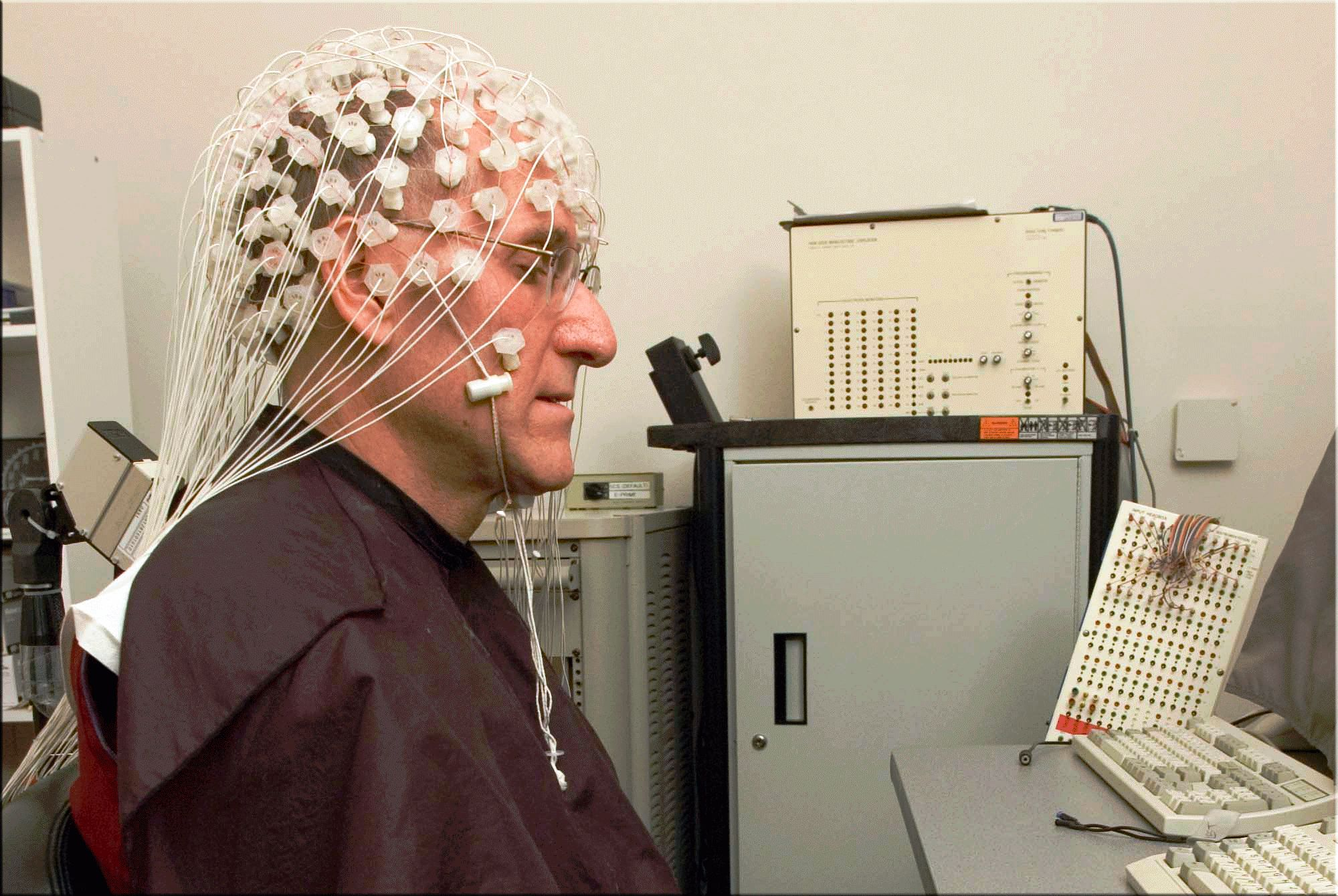
Barry Kerzin, amerykański lekarz i buddysta (zainteresowany m.in. możliwościami panowania nad emocjami destrukcyjnymi) w czasie badań wpływu medytacji na zapis EEG

Prace zmierzające do wyjaśnienia mechanizmów powstawania emocji oraz świadomego i nieświadomego ich wyrażania nie są zakończone. Z punktu widzenia trafności różnych metod „wykrywania kłamstwa” bardzo ważne są próby wyjaśnienia mechanizmu wzajemnych powiązań między procesami fizjologicznymi i poznawczymi, odpowiedzialnych m.in. za „zaraźliwość emocjonalną” (ang. emotional contagion, zob. empatia – płacik ciemieniowy dolny i bruzda ciemieniowa dolna, neurony lustrzane) lub za możliwość poprawy nastroju – uwalniania się od destruktywnych emocji – poprzez świadome przyjmowanie postawy i mimiki człowieka szczęśliwego i pewnego siebie (zob. np. life coaching). Rozwijane są również techniki niefarmakologicznej terapii, pozwalające zmieniać stan fizjologiczny poprzez trening mózgu (np. medytacja, różne rodzaje biofeedbacku) lub pobudzanie autonomicznego układu nerwowego (zob. układ współczulny, układ przywspółczulny) w zabiegach muzykoterapii lub aromaterapii. Słuchanie muzyki wywołuje emocje (poziom OUN), które wiążą się ze zmianami wydzielania neuroprzekaźników – epinefryny, noradrenaliny, dopaminy, serotoniny – regulatorów działania somatycznego i autonomicznego układu nerwowego, a w konsekwencji również układu krwionośnego, mięśniowego, oddechowego i innych. Według doniesień z dziedziny kryminalistyki istnieją przestępcy, którzy potrafią „wyłączać cząstki siebie” i w czasie przesłuchań, i w czasie dokonywania zbrodni. Tego rodzaju zjawiska, wciąż niedokładnie zbadane, utrudniają jednoznaczną interpretację zapisów wariografów lub wyników obserwacji zachowań osób poddawanych innym „badaniom prawdomówności”, opartym na obserwacjach emocji.

## Wskazówki kłamstwa i techniki ich obserwacji
Współcześnie wśród metod „wykrywania kłamstwa” wyróżnia się analizę:
wielu różnych reakcji fizjologicznych, związanych z emocjaminp. analizę zmian ciśnienia krwi i pulsu (powszechnie znanym przykładem jest pulsometr z optycznymi czujnikami przepływu krwi, umieszczanymi na klatce piersiowej lub nadgarstku), wyników badań elektroencefalograficznych (EEG-P300, potencjały wywołane), badań aktywności układu oddechowego, reakcji skórno-galwanicznej, termograficznych, wyników zastosowania neuroobrazowania pracy mózgu i in.

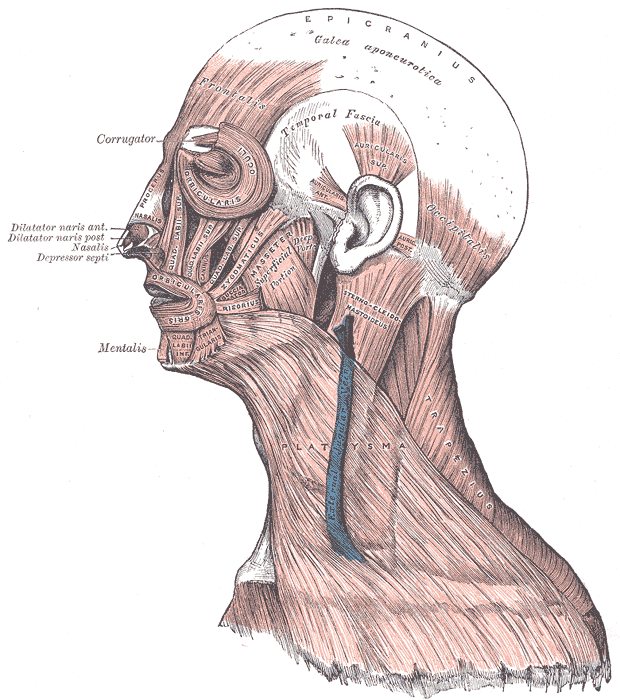
Mięśnie mimiczne

behawioralnych sygnałów emocjiwśród nich najczęściej analizę mimiki, gestykulacji, zmian postawy, ruchów oczu, unikania wzroku rozmówcy i innych komunikatów niewerbalnych. W tej dziedzinie największe zasługi są przypisywane Paulowi Ekmanowi, uczniowi i współpracownikowi Silvana Tomkinsa związanemu z University of California San Francisco (UCSF). Paul Ekman poleca głównie Facial Action Coding System (FACS) – obserwację trudnych do ukrycia mikroekspresji (drgnięć mięśni mimicznych), które osoby odpowiednio wyszkolone mogą dostrzegać w czasie bezpośrednich rozmów lub oglądania nagrań filmowych; dokładną analizę mimiki umożliwia zwolnienie tempa odtwarzania filmów nagrywanych w czasie odpowiedzi na pytania testowe lub w innych sytuacjach (np. analiza mimiki polityków udzielających wywiadów telewizyjnych).
treści komunikatów werbalnychobserwowanie spójności wypowiedzi, doboru słów, częstotliwości pauz itp.).
Wartość informacji, niesionych przez wszystkie wskaźniki kłamstwa, zależy od umiejętności ich prawidłowego interpretowania, wymagającego wiedzy z dziedziny kognitywistyki, neuronauki, psychologii, psychofizjologii, w tym wciąż niejasnych związków między procesami poznawczymi i powstawaniem emocji; zob. m.in. Robert Zajonc – Feeling and Thinking. Preferences Need No Inferences, efekt czystej ekspozycji, David Hume – Traktat o naturze ludzkiej, Badania dotyczące rozumu ludzkiego, Badania dotyczące zasad moralności, wyrażone m.in. przez Jonathana Haidta słowami:

Bez pomocy serca głowa nie radzi sobie nawet z zadaniami, które są jej domeną. Do tych przypadków najlepiej pasuje więc model Hume’a: kiedy pan (namiętności) nagle umiera, sługa (rozum) nie przejawia zdolności ani chęci dalszego kierowania państwem. Wszystko popada w ruinę.

Aldert Vrij różnicuje spostrzegane przejawy kłamstwa na:
- rzeczywiste – o wymowie potwierdzonej w toku badań
- subiektywne – kojarzone z kłamaniem stereotypowo, bez potwierdzenia

Twierdzi (na podstawie własnych badań, wykonanych ze współpracownikami), że obserwowane cechy bardzo rzadko są równocześnie spostrzeganymi i rzeczywistymi przejawami kłamstwa. Za taką cechę uznają podniesiony ton głosu (zob. głos ludzki, ton, intonacja).
Paul Ekman wyróżnia wskazówki kłamstwa nazywane:
- przeciekami – sygnały sugerujące, że kłamca mimowolnie ujawnia prawdę
- wskazówkami fałszu – sygnały pozwalające sądzić, że badany nie powiedział prawdy

## Rodzaje testów
W czasie badań wariograficznych i innych „testów prawdomówności” osobom badanym są zadawane pytania, które dobiera się tak, aby zostało zminimalizowane prawdopodobieństwo popełnienia „błędu Otella”. Badani mogą odpowiadać „tak” lub „nie”. Inną metodą jest odczytywanie badanemu pytań bez oczekiwania na jakąkolwiek odpowiedź.
Wyróżnia się przede wszystkim:
- testy pytań kontrolnych (CQT, Control Question Test, np. test Reida (RCQT) lub Backstera)[85] – zadawanie na przemian pytań krytycznych, kontrolnych i obojętnych, np. pytanie obojętne: „Czy nazywa się pan XY?”, pytanie kontrolne: „Czy świadomie ukrywa pan fakty związane z morderstwem ZW?”, pytanie krytyczne (istotne): „Czy zabił pan ZW?”
- testy wiedzy ukrywanej, wiedzy winnego (CKT, Concaled Knowledge Test, GKT, Guilty Knowledge Test) lub testy ukrytej informacji (CIT, Concaled Information Test)[86] – zadawanie pytań wraz z kilkoma różnymi odpowiedziami, wśród których jest jedna prawdziwa, znana osobie związanej z przestępstwem, np. „Skradzione banknoty miały te same nominały; jeżeli to ty je skradłeś, to wiesz jakie. Czy były to banknoty: 5-, 10-, 20-, 50-, 100-dolarowe?”

Charakterystykę różnych technik opisano m.in. w załączniku A do książki The Polygraph and Lie Detection (2003).

## Rodzaje błędów i oceny trafności testów
Zgromadzone w czasie badania zbiory różnego rodzaju wskazówek ukrywania lub fałszowania prawdy (dwa rodzaje kłamstwa) mogą łącznie ułatwiać wyciąganie wniosków dotyczących prawdomówności, jednak wyniki testów nigdy nie są pewne (zob. niepewność w teorii decyzji, ocena prawdopodobieństwa i błędy przy podejmowaniu decyzji, błąd poznawczy i badania nad czynnikami wpływającymi na percepcję). Należy podkreślić, że wariograf jest maszyną działającą według określonych zasad. Urządzenie nie może błędnie odczytać reakcji organizmu, dlatego o powodzeniu badania decyduje subiektywna ocena specjalisty przeprowadzającego badanie.Błędy występują nieuchronnie nawet wówczas, gdy testy są wykonywane zgodnie z precyzyjnie opisaną procedurą przez neutralnego obserwatora-profesjonalistę (jest niezbędna wiedza psychologiczna oraz umiejętność stosowania technik perswazji i manipulacji w czasie rozmów z osobą badaną).
Trafność testów jest określana w czasie
badań terenowych (ang. field studies)np. wykonywanych z udziałem osoby podejrzanej i odnoszących się do rzeczywistego wydarzenia; osoba badana ulega zwykle silnym emocjom (jest autentycznie zainteresowana ukryciem winy lub wykazaniem niewinności), co sprzyja ich wykryciu, jednak rzadko jest znana „prawda podstawowa” (informacje o przebiegu śledztwa, przyznaniu się do winy lub wyroku uniewinniającym nie są w pełni wiarygodne)
badań laboratoryjnych (ang. analog studies)wykonywanych w zainspirowanej przez badacza sytuacji eksperymentalnej, np. z udziałem grupy studentów, których część jest przed badaniem skłaniana do popełnienia symulowanego „przestępstwa” (za skuteczność „oszukania wariografu” bywa obiecywana nagroda)
badań hybrydowychłączących zalety terenowych i laboratoryjnych, np. z udziałem grupy uczestników „testu kompetencji”, którym stwarza się możliwość dokonania zmian odpowiedzi na własnym kwestionariuszu (poprawek możliwych do wykrycia po wykonaniu badania wariograficznego, uzasadnionego powstałymi wątpliwościami); w takiej sytuacji „przestępcy” są w oczywisty sposób zainteresowani nie ujawnieniem prawdy, a prowadzący badania trafności nie wiedzą, ile osób i które dokonały „poprawek”.
Wyniki badań, wykonywanych zgodnie z różnymi procedurami, są bardzo rozbieżne.

Trafność testów wariograficznych

Według niektórych oszacowań (m.in. Davida C. Raskina) skuteczność potwierdzenia sprawstwa osoby winnej wynosi około 85%, natomiast w przypadku weryfikacji sprawstwa osoby niewinnej zaledwie 60%. Wykorzystanie tak wątpliwych wyników przy podejmowaniu decyzji musi poprzedzać analiza skutków odrzucenia prawdy (błąd pierwszego rodzaju) lub przyjęcia nieprawdy (błąd drugiego rodzaju) w określonej sytuacji („błąd Otella”, „ryzyko Brokawa”). Zależnie od analizowanej sytuacji konsekwencje obu rodzajów mogą być dużo gorsze w razie popełnienia jednego z nich albo w obu wypadkach jednakowo groźne.

## Wykrywanie kłamstwa w praktyce (przykłady)
Część przykładów skutecznego zastosowania technik wykrywania kłamstwa jest powszechnie znana, m.in. z fabularnych filmów, których fabuła została oparta na zdarzeniach rzeczywistych, m.in. z filmu pt. Dzwonić Northside 777 (1948), w którym wystąpił m.in. Leonarde Keeler, grający siebie w scenie wariograficznego badania Josepha Majczeka (niesłusznie skazanego za zabójstwo policjanta) lub z serialu pt. Magia kłamstwa – historii odkrycia mikromimiki ujawniającej kłamstwa przez Paula Ekmana (w filmie dr Lightman) na podstawie dokładnej analizy mimiki pacjentki chorej na depresję (ukrywającej zamiary samobójcze).
Mimo stwierdzania w kolejnych latach, że trafność testów jest niewielka, wariograf jest powszechnie stosowany do „wykrywania kłamstw”, w Stanach Zjednoczonych prawdopodobnie częściej niż milion razy w roku. Dominują badania wykonywane (często wbrew zakazom) na zlecenia prywatnych pracodawców, tj. banki, sklepy, bary szybkiej obsługi itp. (ok. 300 tys. rocznie), w śledztwach kryminalnych (badania podejrzanych i świadków, czasami również ofiar) oraz przez różne agencje federalne (ponad 22 tys. badań w roku 1982). Sprawą dopuszczalnego zakresu zastosowań zajmował się Kongres USA. W roku 1983 zlecono Urzędowi Badania Techniki (ang. Office of Technology Assessment, OTA) opracowanie szczegółowego raportu na temat wiarygodności metody. Do roku 2003 ostateczne rozstrzygnięcia nie nastąpiły, natomiast protesty przeciwko stosowaniu wariografów opisał w swojej książce Paul Ekman. Były policjant Doug Williams utworzył stronę internetową, na której oferował szkolenia z zakresu wpływania na wyniki badań.. Były oficer US Army intelligence, George Maschke, założył portal antipolygraph.org, gromadzący liczne nieprzychylne opinie.
Rekrutacja pracowników
W czasie rekrutacji pracowników badania wariograficzne są stosowane coraz bardziej powszechnie. Budzi to sprzeciw naukowców, którzy podkreślają wysokie prawdopodobieństwo krzywdzącego odrzucania części kandydatów wskutek „błędu odrzucenia prawdy”. W czasie określania tego prawdopodobieństwa jest stosowane pojęcie „podstawowej proporcji kłamstw” – informacji o rzeczywistym udziale osób kłamiących, gdy sądzą, że ujawnienie prawdy zmniejszy szanse zatrudnienia. Wyniki badań wykonanych przez Gordona Barlanda sugerują, że proporcja podstawowa wynosi w tych okolicznościach ok. 20% (była określana w stanie Utah, który zamieszkują liczni Mormoni). Gdyby trafność wariograficznego badania tysiąca kandydatów wynosiła 90% (najczęściej jest mniejsza), można byłoby oszacować, że:
- 20 spośród 200 kłamców zostanie uznanych za osoby godne zaufania
- 80 spośród 800 osób prawdomównych może spodziewać się odmowy zatrudnienia

Przeciwnicy stosowania wykrywaczy kłamstwa w czasie rekrutacji pracowników (m.in. D.C. Raskin) podkreślają, że spośród łącznie 260 osób (180+80) uznanych za kłamców około ⅓ (31% lub więcej) to osoby w rzeczywistości prawdomówne.
Gdyby proporcja podstawowa była mniejsza, np. 5%, to:
- 5 spośród 50 kłamców zostałoby uznanych za osoby godne zaufania
- 95 spośród 950 osób prawdomównych uznano by za kłamców

czyli w grupie 140 osób uznanych za kłamców byłoby niemal 70% osób w rzeczywistości prawdomównych.
Służby wywiadowcze i „przecieki” w administracji państwowej, sprawy kryminalne
Lie detector był używany m.in. w czasie realizacji Projektu Manhattan i w innych sytuacjach wymagających kontroli osób dopuszczanych do tajemnic państwowych lub do pracy w służbach bezpieczeństwa państwa. Konsekwencje błędnych interpretacji badań wariograficznych mogą być wówczas wyjątkowo poważne. Na niekorzyść wariografów przemawiają np. przypadki:
- Wen Ho Lee[109][110] – amerykańskiego inżyniera pochodzącego z Tajwanu, zatrudnionego w Los Alamos National Laboratory w latach 80. i 90. XX wieku, w czasie konstrukcji głowicy termojądrowej W88 (przeznaczonej do użytku przez okręty podwodne), w roku 1999 oskarżonego o dopuszczenie do wycieku tajnych informacji (ich przejęcia przez Chiny); mimo kilkakrotnie powtarzanych testów wariograficznych nie udało się potwierdzić jego winy lub niewinności,
- Aldricha Amesa – rosyjskiego szpiega w Stanach Zjednoczonych, oficera Central Intelligence Agency, który dwukrotnie pomyślnie przeszedł badanie poligrafem, wykonywane rutynowo w CIA[111][112][113][114].

Wariograficzna metoda badań zawiodła również w czasie dochodzenia w sprawie mordercy kilkudziesięciu kobiet (Gary Ridgway), który przyznał się do winy, czego jednak nie potwierdziło badanie wariograficzne. Zapytany o sposób oszukania wariografu, Ridgway stwierdził, że nie zrobił niczego niezwykłego – po prostu zrelaksował się. Przeciwną wymowę ma przykład zastosowania wariografu w śledztwie dotyczącym morderstwa Nancy Johnson. Podejrzanym stał się jej sąsiad, Gerald Anderson. Na podstawie wyników kilkudniowych przesłuchań i badania wariograficznego stwierdzono jego winę, a 7 miesięcy później do zabójstwa przyznał się inny człowiek. Okazało się, że operator urządzenia błędnie zinterpretował przyczyny emocji Andersona, m.in. pytany o pochodzenie plamy krwi na tapicerce jego samochodu podejrzany kłamał (twierdził, że była zaplamiona już w chwili zakupu), ponieważ chciał ukryć, że uderzył żonę w czasie kłótni, co spowodowało krwotok z nosa. Ekman twierdzi też, że bardzo istotnym błędem było przeprowadzenie testu po wielu godzinach męczącego przesłuchania, w czasie którego podejrzany nabrał przekonania, że nie jest w stanie zmienić opinii śledczych o jego winie, a nawet sam uwierzył, że zbrodnię popełnił, lecz nie pamięta jej okoliczności.

## Uregulowania prawne

### Stany Zjednoczone
Sprawy kryminalne
Pomimo że dopuszczalność stosowania poligrafii w postępowaniach sądowych była rozważana już w latach 20. XX wieku (np. William Marston i kazus „James Frye vs U.S.”), problem nie został dotychczas jednoznacznie rozstrzygnięty na poziomie federalnym. Departament Sprawiedliwości, FBI i większość wydziałów policji stosują wariografy w czasie badań grupy osób, która została zawężona w czasie śledztwa. Wyniki badań wariograficznych
- zwykle nie mogą być ujawniane w procesach sądowych,
- w 22 stanach bywają dopuszczane jako dowód na podstawie wcześniejszej umowy między prokuratorem i obrońcą, np. gdy adwokat wyraża zgodę na badanie pod warunkiem, że prokurator zagwarantuje odstąpienie od oskarżenia, jeżeli test będzie wskazywał na niewinność oskarżonego (np. przypadek Buzza Faya[122])
- w Nowym Meksyku i Massachusetts bywają przekazywane sędziemu mimo sprzeciwu jednej ze stron,
- nie są dopuszczane w większości Federalnych Okręgów Sądów Apelacyjnych (nie bywają unieważniane decyzje okręgowych sądów stanowych, które nie dopuściły wyników badania wariograficznego),
- Sąd Najwyższy nigdy nie wyrokował w kwestii ich dopuszczenia w sądach federalnych (informacja wiceprokuratora Generalnego z roku 1983)[123]

Badania pracowników
Wariograficzne badania pracowników przedsiębiorstw prywatnych są dopuszczalne z zastrzeżeniami, które są określone w Employment Law Guide, wydanym przez United States Department of Labor i The Employee Polygraph Protection Act. Ustawa EPPA nie obejmuje federalnych, stanowych i lokalnych agencji rządowych.

### Polska
W styczniu 2015 roku Sąd Najwyższy uznał za niedopuszczalne stosowanie wariografu w czasie przesłuchań, co ma wynikać z art. 171 § 5 pkt 2 Kodeksu postępowania karnego:
Niedopuszczalne jest:
2) stosowanie hipnozy albo środków chemicznych lub technicznych wpływających na procesy psychiczne osoby przesłuchiwanej albo mających na celu kontrolę nieświadomych reakcji jej organizmu w związku z przesłuchaniem.
Zgodnie z art. 199a Kodeksu postępowania karnego w fazie postępowania przeciwko konkretnej osobie (po przedstawieniu zarzutów) może być dopuszczony dowód z opinii biegłego (ekspertyza), który stosuje urządzenie do kontroli nieświadomych reakcji organizmu badanej osoby, przy czym muszą być spełnione warunki formalne:
- osoba badana wyraża zgodę
- badanie nie ma bezpośredniego związku z czynnością przesłuchania (podstawa: art. 171 § 5 ust. 2 kpk)
- osoba badana jest pouczona o tym, że oświadczenia złożone wobec biegłego mogą stanowić dowód w postępowaniu sądowym (wobec oskarżonego wyłączone jest stosowanie art. 199 kpk).